# Никопольско-Криворожская наступательная операция

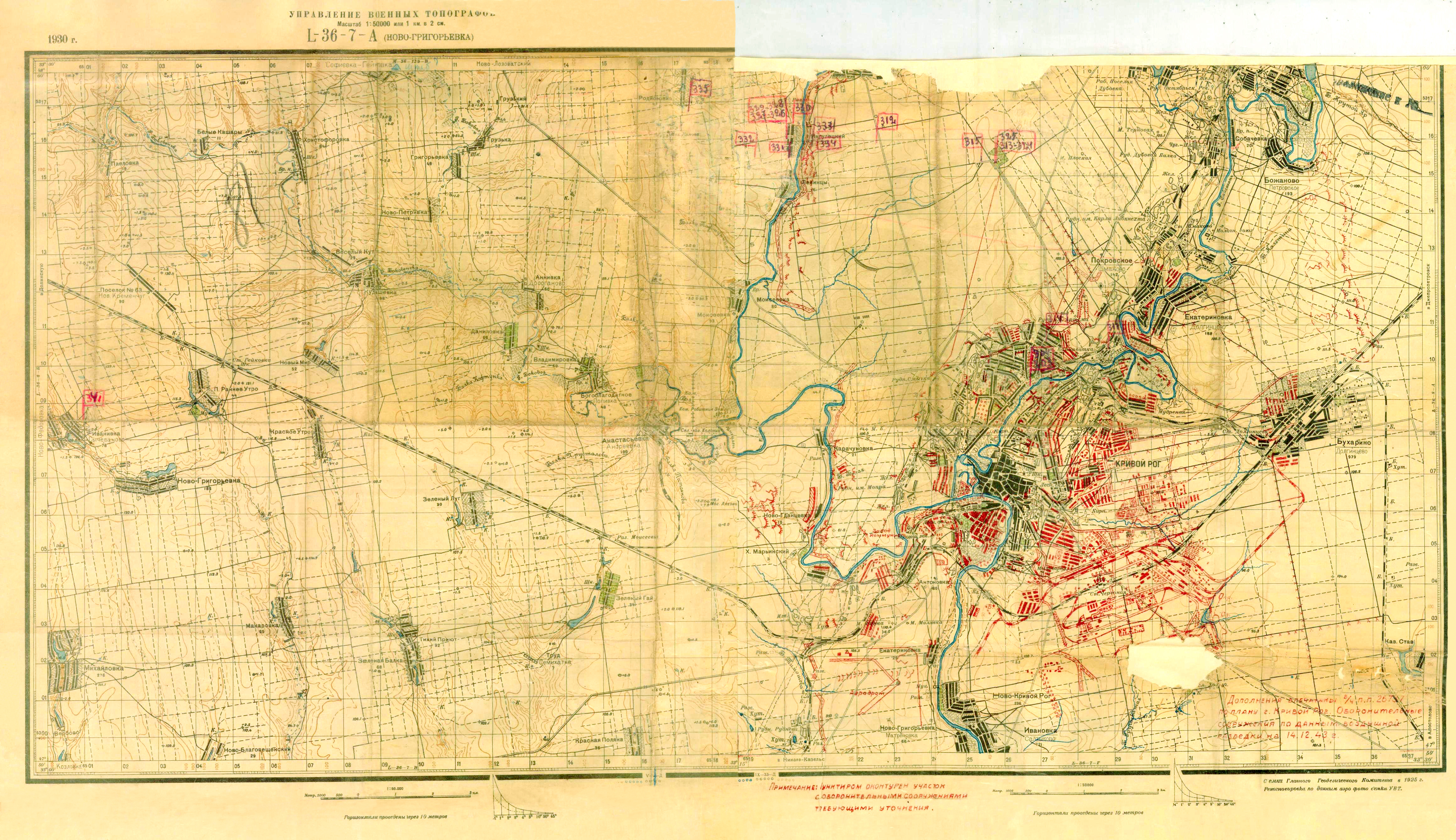
Оборонительные сооружения, по данным воздушной разведки, на 14 декабря 1943 года, города Кривой Рог и его окрестностей, на карте 1930 года.

Никопольско-Криворожская наступательная операция — наступательная операция Красной армии против немецких войск во время Великой Отечественной войны.
Проводилась с 30 января по 29 февраля 1944 года войсками 3-го и 4-го Украинских фронтов с целью разгрома никопольско-криворожской группировки противника, ликвидации его никопольского плацдарма на Днепре и освобождения Никополя и Кривого Рога. Часть Днепровско-Карпатской стратегической наступательной операции.
За отвагу, мужество и героизм, проявленные личным составом 3-го и 4-го Украинских фронтов в Никопольско-Криворожской операции, 28 соединениям и частям РККА присвоены почётные наименования Криворожских и Никопольских, 14 военнослужащим присвоено высшее звание Герой Советского Союза. По случаю освобождения Никополя и Кривого Рога в Москве был дан салют 20-ю артиллерийскими залпами из 224-х орудий.

## Военно-оперативная ситуация
В районе Никополя располагались богатые месторождения марганца, использовавшегося промышленностью Германии для производства высокопрочных сортов стали. А. Гитлер неоднократно подчёркивал исключительную важность этого района «Что же касается никопольского марганца, то его значение для нас вообще нельзя выразить словами. Потеря Никополя (на Днепре, юго-западнее Запорожья) означала бы конец войны». Кроме того, плацдарм на левом берегу Днепра оставлял немецкому командованию возможность нанесения удара с целью восстановления сухопутной связи с группировкой войск блокированной в Крыму.
В течение первой половины января советские войска предпринимали неоднократные попытки ликвидировать никопольско-криворожскую группировку противника, однако из-за упорного сопротивления немецких войск успеха не добились.
После поражения в Мелитопольской операции 1943 года противник закрепился на выступе в большой излучине Днепра и на плацдарме в районе Никополя. Этот район марганцевых и железорудных разработок имел для немецкого командования важное значение не только в экономическом отношении, но и в оперативном, как удобный плацдарм для удара в направлении Крыма в целях восстановления сухопутной связи со своей крымской группировкой. В силу этого обороне района уделялось большое внимание.

## План операции
17 января 1944 года военный совет 3-го Украинского фронта и представитель Ставки Маршал Советского Союза А. М. Василевский направили Верховному Главнокомандованию план операции. Её замысел, утверждённый Ставкой ВГК, заключался в том, чтобы, наступая по сходящимся направлениям, окружить и уничтожить противника в никопольско-криворожском выступе.
Ведущая роль в операции отводилась 3-му Украинскому фронту. Он должен был нанести главный удар 8-й гвардейской (генерал-полковник В. И. Чуйков) и 46-й (генерал-лейтенант В. В. Глаголев) армиями из района западнее Владимировки на Апостолово. Чтобы ввести немецкое командование в заблуждение, были запланированы вспомогательные удары 37-й армией (генерал-лейтенант М. Н. Шарохин) — на Кривой Рог и 6-й армией (генерал-лейтенант И. Т. Шлемин) — на Никополь. По решению командующего войсками 3-го Украинского фронта 46-я и 8-я гвардейская армии, а также 4-й гвардейский механизированный корпус должны были прорвать оборону противника на участке в 21 км, на котором создавались плотности 140 орудий и миномётов и 9 танков и САУ на 1 км. После выхода ударной группировки на рубеж Апостолово — Каменка, ей предстояло совместно с войсками 4-го Украинского фронта окружить и уничтожить группировку врага в районе Никополя и никопольского плацдарма.
4-й Украинский фронт имел задачу оборонять занимаемый рубеж, а с развитием успеха войсками 3-го Украинского фронта — быть в готовности перейти в наступление. 3-й гвардейской армии (генерал-лейтенант Д. Д. Лелюшенко, с 16 февраля генерал-лейтенант Д. И. Рябышев) предстояло наступать на Никополь, 5-й ударной армии (генерал-полковник В. Д. Цветаев) — на Малую Лепетиху, 28-й армии (генерал-лейтенант А. А. Гречкин) — на Большую Лепетиху. План операции предусматривал одновременный переход в наступление обоих фронтов, чтобы лишить немецкое командование возможности маневрировать силами в обороне.
Авиационная поддержка войск 3-го Украинского фронта возлагалась на 17-ю воздушную армию (генерал-лейтенант авиации В. А. Судец), 4-го Украинского фронта — на 8-ю воздушную армию (генерал-лейтенант авиации Т. Т. Хрюкин). 8-я воздушная армия имела также задачу содействовать войскам 3-го Украинского фронта.
Координация действий фронтов в операции возлагалась на начальника Генерального штаба Красной армии Маршала Советского Союза А. М. Василевского.
В ходе подготовки операции большое внимание уделялось мероприятиям оперативной маскировки. Так, чтобы скрыть переброску 4-го гвардейского механизированного корпуса из 4-го Украинского фронта на направление главного удара 3-го Украинского фронта в районе его предыдущей дислокации были размещены 80 макетов танков, и организована имитация работы радиостанций в прежнем режиме. В результате немецкое командование вплоть до начала наступления советских войск считало, что корпус по-прежнему находится на левом берегу Днепра против никопольского плацдарма.
Для укрепления морального духа личного состава соединений частей 3-го и 4-го Украинских фронтов использовались сообщения об успехах на других участках советско-германского фронта, в том числе о полном освобождении героического Ленинграда. На митингах в ознаменование этой победы бойцы и командиры клялись самоотверженно выполнить свой воинский долг в ходе предстоящего наступления.

## Состав и силы сторон

### РККА
К Никопольско-Криворожской операции привлекались войска 3-го (командующий генерал армии Р. Я. Малиновский) и 4-го (командующий генерал армии Ф. И. Толбухин) Украинских фронтов, которые охватывали вражескую группировку с севера, востока и юга.
3-й Украинский фронт в январе получил значительное усиление. Ему были переданы из 2-го Украинского фронта 37-я армия (шесть стрелковых дивизий), из 4-го Украинского фронта — 4-й гвардейский механизированный корпус, из резерва Ставки Верховного Главнокомандования (ВГК) — 31-й гвардейский стрелковый корпус (три дивизии). Фронт также получил 64 танка, большое количество боеприпасов и горючего. К началу операции в его состав входили 37-я, 46-я, 8-я гвардейская, 6-я, 17-я воздушная армии и 4-й гвардейский механизированный корпус, всего 19 стрелковых дивизий. Войска фронта занимали рубеж Весёлые Терны, Томаковка, Беленькое.
4-й Украинский фронт, имевший в своем составе 3-ю гвардейскую, 5-ю ударную, 28-ю, 8-ю воздушную армии и 2-й гвардейский механизированный корпус (всего 22 стрелковые дивизии) также был доукомплектован. Войска фронта оборонялись на рубеже Чегарник, Верхний Рогачик, Горностаевка.
3-й Украинский фронт (командующий генерал армии Р. Я. Малиновский, начальник штаба генерал-лейтенант Корженевич Ф. К.) в составе:
- 37-я армия (генерал-лейтенант Шарохин М. Н.)
- 46-я армия (генерал-лейтенант Глаголев В. В.)
- 8-я гвардейская армия (генерал-полковник Чуйков В. И.)
- 6-я армия (генерал-лейтенант Шлёмин И. Т.)
- 5-я ударная армия (генерал-полковник Цветаев В. Д.) (с 10 февраля)
- 4-й гвардейский механизированный корпус (генерал-лейтенант танковых войск Танасчишин Т. И.)
- 17-я воздушная армия (генерал-лейтенант авиации Судец В. А.)
- 3-я гвардейская армия (генерал-лейтенант Лелюшенко Д. Д.) (с 10 февраля)

Часть сил 4-го Украинского фронта (командующий генерал армии Толбухин Ф. И., начальник штаба генерал-лейтенант Бирюзов С. С.) в составе:
- 3-я гвардейская армия (генерал-лейтенант Лелюшенко Д. Д.) (до 10 февраля)
- 5-я ударная армия (генерал-лейтенант Цветаев В. Д.) (до 10 февраля)
- 28-я армия (генерал-лейтенант Гречкин А. А.)
- 2-й гвардейский механизированный корпус (генерал-лейтенант танковых войск Свиридов К. В.)
- 8-я воздушная армия (генерал-лейтенант авиации Хрюкин Т. Т.)

Всего: 705 000 человек, 7796 орудий и миномётов, 238 танков и САУ, 1333 самолёта. Советские войска превосходили противника в людях в 1,3; артиллерии — в 3 и авиации — в 2 раза. По танкам превосходство в 1,2 раза было на стороне немцев.

### Вермахт
В районе Кривого Рога и Никополя противник имел крупную группировку войск. К концу января 1944 года её основу составляла немецкая 6-я армия (генерал-полковник К.-А. Холлидт), входившая в группу армий «Юг». Армия имела 17 пехотных, 2 танковые, 1 моторизованную дивизии, танковый батальон и 8 дивизионов штурмовых орудий. Никопольско-криворожскую группировку поддерживал 1-й авиационный корпус 4-го воздушного флота (около 700 самолётов).
На никопольском и криворожском направлениях немцы создали мощную оборону. Её первый рубеж имел три ряда траншей и окопов, прикрытых проволочными заграждениями и минными полями. Высоты и населённые пункты, находившиеся в ближайшей глубине обороны, были превращены в сильные узлы сопротивления и опорные пункты. В январе 1944 года с опорой на естественные преграды — реки Каменка и Днепр — спешно оборудовались оборонительные рубежи в оперативной глубине. Непосредственно никопольский плацдарм обороняли 8 пехотных дивизий и 3 дивизиона штурмовых орудий, объединённых в оперативную группу Ф. Шернера.
Часть сил группы армий «Юг» (командующий генерал-фельдмаршал Гюнтер фон Клюге).
- 6-я полевая армия (генерал-полковник К. Холлидт) в составе:
  - 57-й танковый корпус
  - корпусная группа «Шверин»
  - 17-й армейский корпус
  - 4-й армейский корпус
  - 40-й танковый корпус
  - 29-й армейский корпус
- Часть сил 4-го воздушного флота (генерал-полковник Отто Десслох)

Всего: 540 000 человек, 2416 орудий и миномётов, 327 танков и штурмовых орудий, около 700 самолётов.

## Ход боевых действий
«Январскими неделями 3-й и 4-й Украинские фронты предпринимали неоднократные попытки разбить никопольско-криворожскую вражескую группировку, но успеха не имели: недоставало живой силы и техники, остро не хватало боеприпасов. Гитлеровцы, вопреки нашим ожиданиям, не только не хотели оставлять этот район, но делали все для того, чтобы превратить его почти в сплошные, хорошо подготовленные в инженерном отношении и искусно связанные между собою огнём опорные пункты. В середине января, с разрешения Ставки, мы прекратили атаки.
Много я повидал на своем веку распутиц. Но такой грязи и такого бездорожья, как зимой и весной 1944 года, не встречал ни раньше, ни позже. Буксовали даже тракторы и тягачи. Артиллеристы тащили пушки на себе. Бойцы с помощью местного населения переносили на руках снаряды и патроны от позиции к позиции за десятки километров.

3-й Украинский фронт испытывал острый недостаток в боеприпасах. Помогали самолёты По-2 и частично тягачи. Положение было не из лёгких.»— Маршал Советского Союза А. М. Василевский
Никопольско-Криворожская операция началась утром 30 января переходом в наступление войск 6-й и 37-й армий 3-го Украинского фронта на вспомогательных направлениях. 6-я армия силами трёх стрелковых дивизий преодолела сопротивление и контратаки противника и овладела Петровкой (6 км западнее Томаковки), продвинувшись на 3—4 км. Дивизии 82-го стрелкового корпуса 37-й армии, наносившие удар из района Весёлые Терны, прорвали оборону врага на 8-километровом участке и за день продвинулись до 8 км. Противник, посчитав, что наступают главные силы фронта, перебросил на это направление из резерва 9-ю и 23-ю танковые дивизии, насчитывавшие 180 танков. Развернулись ожесточённые бои по отражению контратак противника. 60-й гвардейской и 244-й стрелковым дивизиям 6-й армии также удалось вклиниться в оборону врага.
31 января в наступление перешли главные силы 3-го Украинского фронта. Атаке пехоты и танков предшествовала 50-минутная артиллерийская и авиационная подготовка. Вскоре немецкая оборона была прорвана. Для развития наступления командование фронта ввело в бой 4-й гвардейский механизированный корпус. Войдя в разрыв в немецкой обороне, пробитый войсками 8-й гвардейской армии, корпус под командованием Т. И. Танасчишина к исходу 1 февраля достиг Каменки и Шолохово. Поняв, что главный удар наносится на апостоловском направлении, командование 6-й немецкой армии повернуло из полосы 37-й советской армии две танковые дивизии против ударной группировки фронта. Кроме того из резервов группы армий «Юг» пришлось развернуть 24-ю танковую дивизию, ранее направленную на выручку войскам, попавших в окружение в районе Корсунь-Шевченковского. Однако принятые меры оказались запоздалыми и не смогли изменить ход событий. К вечеру 4 февраля соединения 46-й армии вышли к Апостолово. К этому времени там сосредоточились остатки 9-й танковой и 123-й пехотной дивизий, готовясь держать круговую оборону в городе. Используя данные разведки, которая с помощью местных жителей нашла незащищённый участок в немецкой обороне, советское командование предприняло дерзкий манёвр в тыл обороняющихся. К 8 часам утра войска полностью овладели Апостолово, тем самым расколов 6-ю немецкую армию на две части и лишив её основной базы снабжения.
Тем временем стремительное наступление 8-й гвардейской армии и овладение населёнными пунктами Шолохово, Каменка и Первизское создало реальную угрозу окружения 17-го армейского корпуса в районе Никополь, Марганец.
За шесть дней наступления советские войска с упорными боями прорвали немецкую оборону и преодолели 45—60 км.
31 января, одновременно с 3-м Украинским фронтом, после короткой, но мощной артиллерийской подготовки в наступление перешли войска 4-го Украинского фронта. Немецкое командование стремилось во что бы то ни стало удержать никопольский плацдарм, поэтому с самого начала бои приняли ожесточённый характер. Тем не менее, советским войскам на ряде направлений удалось добиться успеха. Уже в 15 часов первого дня наступления на участке 5-й ударной армии в сражение был введён 2-й гвардейский механизированный корпус под командованием генерал-лейтенанта К. В. Свиридова, который к исходу дня преодолел 11 км.
Для наращивания силы удара 1 февраля в полосе 8-й гвардейской армии был введён в сражение 4-й гвардейский механизированный корпус. Нанеся серьёзные потери отходившим частям 123-й пехотной дивизии и захватив в плен 85 вражеских солдат и офицеров, корпус к исходу дня достиг северной окраины Каменки и Шолохово. Завязались упорные бои за их освобождение.
2 февраля под ударами Красной Армии противник начал постепенный отвод своих войск с плацдарма. Перед советскими войсками встала задача не допустить организованного отхода немецких дивизий на правый берег Днепра. Решение этой задачи было возложено на авиацию 8-й и 17-й воздушных армий. Нанося непрерывные бомбо-штурмовые удары по крупным переправочным узлам в районе Никополя и Большой Лепетихи, советским лётчикам удалось нарушить коммуникации врага, однако полностью остановить поток отступающих не удалось. Немецкому командованию удалось организовать сильные предмостные плацдармы и, несмотря на большие потери, отвести свои дивизии за Днепр. К исходу дня РККА освободила Шолохово, Каменку и ряд других населённых пунктов. В частях противника стали отмечаться признаки паники. Так, в перехваченной радиограмме командира немецкой 16-й моторизованной дивизии отмечалось: «Дивизия разгромлена и не существует, в Каменке танки красных». В это же время Маршал Советского Союза А. М. Василевский докладывал И. В. Сталину, что кроме 16-й моторизованной дивизии разгромлено ещё четыре, а пять пехотных дивизий врага в восточном выступе к северу от реки Днепр отрезаны от путей отхода на запад. Он отмечал «хорошее руководство» в этой операции со стороны командующего 3-м Украинским фронтом Р. Я. Малиновского. Одновременно, в последнем пункте доклада сообщалось: «Погода — дождь, непролазная грязь, автотранспорт стоит».
Несмотря на бездорожье, войска 46-й армии настойчиво продвигались вперед и к вечеру 4 февраля подошли к крупному железнодорожному узлу Апостолово. Здесь противник сосредоточил остатки 123-й пехотной и часть сил 9-й танковой дивизий общей численностью до 3 тысяч человек с 80 орудиями, 30 танками и штурмовыми орудиями. Населённый пункт был подготовлен к круговой обороне.
Разведчики с помощью местных жителей обнаружили разрыв в обороне противника в 4 км северо-западнее Апостолово. Ночью они проникли в расположение врага и рано утром 5 февраля внезапно ворвались на железнодорожную станцию. В это время перешли в атаку главные силы 4-й и 34-й гвардейских стрелковых дивизий 46-й армии. К 8 часам они полностью освободили Апостолово, уничтожив 700 человек и захватив в плен 35 человек противника, а также 53 танка, 15 самоходных установок, 155 орудий артиллерии и другую технику.
Таким образом, в ходе шестидневного наступления войска 3-го Украинского фронта прорвали вражескую оборону на широком фронте и продвинулись вперед от 45 до 60 км, создав реальную угрозу окружения 17-го армейского корпуса противника, действовавшего в районе Марганец, Никополь. Другим соединениям немецкой 6-й армии, действовавшим в полосе фронта, был нанесён тяжёлый урон. Группировка противника была рассечена на две части — криворожскую и ту, что оставалась в районе Никополя, Марганца. Кроме того, противник был лишён важнейшей базы снабжения в Апостолово.
Завершив разгром апостоловской группировки врага, войска 46-й армии продолжили наступление на запад к реке Ингулец, а 8-я гвардейская армия с 4-м гвардейским механизированным корпусом — к Днепру, чтобы окружить и совместно с войсками 4-го Украинского фронта уничтожить никопольскую группировку противника. К 8 февраля к Никополю с севера прорвались соединения 6-й армии 3-го Украинского фронта, а с юга 3-й гвардейской армии 4-го Украинского фронта. В результате совместных действий войска двух фронтов в тот же день освободили Никополь. В тот же день на левом фланге 4-го Украинского фронта войска 5-й ударной армии овладели крупным селом Большая Лепетиха, тем самым завершив ликвидацию никопольского плацдарма противника. Потеряв Никополь, немецкое командование оказалось перед угрозой очередной катастрофы.
С освобождением утром 8 февраля войсками 4-го Украинского фронта районного центра Запорожской области Большая Лепетиха завершилась ликвидация никопольского плацдарма врага. В ходе боёв за плацдарм войска фронта, как отмечалось в журнале боевых действий, уничтожили свыше 14 тысяч солдат и офицеров противника и пленили 1013 человек. Было захвачено также 24 танка, 392 орудия, 158 миномётов и большое количество другой техники и имущества. Потери войск фронта за этот период составили 2168 человек убитыми, 5941 раненными и 96 пропавшими без вести.
В это же время развернулись бои за освобождение Никополя. В них активно участвовали как соединения 6-й армии 3-го Украинского фронта, так и войска 3-й гвардейской армии 4-го Украинского фронта. Последние, переправившись через Днепр, нанесли удар по противнику с юга. К исходу 8 февраля советские войска полностью освободили от врага крупный промышленный центр Украины — город Никополь.
Здесь, как и в других освобождённых городах и населённых пунктах, всюду были видны следы разрушений и варварского поведения немецко-фашистских войск.
В руках противника оставался небольшой коридор западнее города для отвода войск. За этот участок местности развернулись ожесточенные бои. Частью сил противник оборонялся против войск 6-й армии, а большую часть (остатки 6 пехотных и 2 танковых дивизий) направил в район Перевизские, Марьинское против 8-й гвардейской армии, которая стремилась выходом к днепровским плавням отрезать им пути отхода на запад.
Наибольшую опасность представляла наступающая 8-я гвардейская армия, грозившая отрезать пути отступления.
11 февраля немецкое командование предприняло попытку переломить ход сражения, ударив в стык наступающих 46-й и 8-й гвардейской армий 3-го Украинского фронта. 2 танковые и 4 пехотные дивизии нанесли мощный контрудар в направлении Апостолово и к исходу дня продвинулись на 8—10 км. Для отражения контрудара командование фронта выдвинуло дополнительно к оборонявшимся там соединениям 8-й гвардейской и 46-й армий из своего резерва 48-ю гвардейскую стрелковую дивизию и два истребительно-противотанковых артиллерийских полка.
Контрудар противника удалось отразить, но прорваться к днепровским плавням и удержать за собой дорогу из Никополя на Дудчаны советские войска не смогли. Противник под непрерывным огнем артиллерии и авиации, неся огромные потери в людях и бросая технику, сумел избежать окружения и отвести остатки своих войск. Ценой огромных потерь немецким войскам удалось удержать дорогу, идущую вдоль Днепра от Никополя на Дудчаны, по которой отступали части пяти немецких дивизий.
Потерю марганцевых рудников и никопольского плацдарма в начале февраля немецкое командование признало «тяжёлым поражением, не намного уступавшим по своим масштабам катастрофе 8-й армии» под Корсунь-Шевченковским.
С ликвидацией никопольского плацдарма полоса наступления 4-го Украинского фронта значительно сократилась. 10 февраля пять стрелковых дивизий 3-й гвардейской армии и 5-я ударная армия были переданы в состав 3-го Украинского фронта. Вскоре управление и остальные соединения 3-й гвардейской армии Ставка ВГК вывела в свой резерв, а 28-ю армию расформировали.
Войска 3-го Украинского фронта продолжали вести боевые действия к югу от посёлка Весёлые Терны силами 37-й армии, северо-западнее Апостолово — 46-й армии, юго-западнее Апостолово — 8-й гвардейской. 6-я армия вышла в район Новой Воронцовки. 5-я ударная армия удерживала плацдарм на правом берегу Днепра.
В соответствии с планом Военного совета фронта, утверждённым Ставкой ВГК, войска правого крыла фронта готовились к возобновлению наступления на криворожском направлении. Враг сосредоточил в районе Кривого Рога пять пехотных и две танковые дивизии. Ожесточённо контратакуя советские части, противник ускоренно создавал укрепления вокруг города.
Удар на Кривой Рог планировалось нанести с двух направлений — 37-й армией с северо-востока и 46-й армией с юго-востока. 37-я армия должна была прорвать вражескую оборону на 10-километровом участке, а 46-я армия — на 16-километровом. На участках прорыва армий создавалась плотность 40—50 орудий и миномётов на 1 км фронта. В течение нескольких дней войска фронта подтягивали артиллерию, подвозили боеприпасы.
В день начала наступления, 17 февраля, шёл снегопад, который затруднил применение авиации, и войска перешли в атаку после короткой артиллерийской подготовки. Двигаться приходилось по грязи и мокрому снегу, поэтому темпы были невысокими. К концу вторых суток стрелковые части продвинулись от 5 до 12 км.
В ночь на 19 февраля немецкое командование вынуждено было начать отвод войск, расположенных к востоку от Кривого Рога. 21 февраля соединения 82-го стрелкового корпуса (генерал-майор П. Г. Кузнецов) 37-й армии подошли к городу с северо-востока, а соединения 6-го гвардейского стрелкового корпуса генерал-майора Г. П. Котова и 34-го стрелкового корпуса генерал-майора И. С. Кособуцкого из состава 46-й армии вышли к его восточным и юго-восточным окраинам.
Наступая с нескольких направлений, советские войска сломили сопротивление противника и устремились к центру города. Большое значение для результата операции имели разведывательные данные о слабых местах в обороне противника, добытые разведчиками 37-й армии. К 16 часам 22 февраля Кривой Рог был полностью освобождён от противника. Тем самым войска 3-го Украинского фронта преподнесли Родине замечательный подарок к 26-й годовщине Красной армии.
В боях за Кривой Рог особое значение советское командование придавало быстрому освобождению Криворожской РЭС и плотины на реке Саксагань вблизи электростанции, чтобы не допустить её подрыва. Для решения этой задачи был сформирован специальный отряд под командованием заместителя начальника оперативного отдела штаба 37-й армии подполковника А. Н. Шурупова. Ночью 22 февраля основные силы отряда форсировали реку Саксагань в 400 метрах южнее плотины, но были обнаружены и атакованы противником. Два дня отряд сражался в тылу врага. Смертью храбрых пали 14 солдат и офицеров, 39 бойцов получили ранения, но боевую задачу отряд выполнил. Взрыв плотины, под которую гитлеровцы заложили свыше 3 тонн взрывчатки, был предотвращён. Потери противника превысили 100 человек, были захвачены 4 орудия, много стрелкового вооружения и 4 пленных.
К 25 февраля войска 3-го Украинского фронта вышли к реке Ингулец и на ряде участков форсировали её. Стрелковые части 8-й гвардейской армии закрепились на плацдарме за Ингульцом в районе западнее Широкое, 37-й армии — захватили плацдармы западнее Кривого Рога, а 46-й армии — севернее Широкое. 5-я ударная армия к 29 февраля вышла на рубеж Большая Александровка, Дудчино.
В итоге противнику не удалось использовать реку Ингулец для задержки наступления советских войск. Овладев рядом плацдармов на её левом берегу, они создали благоприятные условия для наступления на николаевско-одесском направлении. После ликвидации никопольского плацдарма 4-й Украинский фронт получил возможность приступить к подготовке операции по освобождению Крыма, не опасаясь удара противника с тыла.

## Потери
В результате наступления Красной Армии три танковые, одна моторизованная и 8 пехотных дивизий были разгромлены. Войска потеряли более 40 000 человек. В плен были захвачены 4600 человек. Почти всё тяжёлое вооружение и автотранспорт были брошены при отступлении или разбиты ударами советских войск.
К. Типпельскирх писал:

Тяжёлым поражением, не на много уступавшим по своим масштабам катастрофе 8-й армии, ознаменовалось начало февраля и на южном фланге 1-й танковой армии, когда удерживаемый немецкими войсками выступ в районе Никополя подвергся ударам русских войск с севера и с юга. Марганцевые рудники в районе города Марганец, восточнее Никополя, оборона которых являлась основной причиной удержания тактически невыгодного выступа, и сам Никополь, включая также атакованный с юга плацдарм на левом берегу Днепра, 8 февраля были потеряны. Одновременно русские прорвались на Апостолово и угрожали зажатым в районе Никополя немецким дивизиям с тыла. Последним лишь ценою очень тяжёлых потерь удалось отступить в район южнее Кривого Рога.
— 
Нет данных о потерях советских войск. Известно упоминание в книге Михаэля Брюннера «На танке через ад», в которой автором потери советских танков оцениваются в 132 подбитых танка за 22 дня боёв.

## Результаты операции
В Никопольско-Криворожской операции войска 3-го и 4-го Украинских фронтов нанесли тяжёлое поражение 6-й немецкой армии. Ими было уничтожено до 60 тысяч солдат и офицеров противника, пленено 3526 человек, захвачено большое количество техники и вооружения. Двенадцать дивизий, в том числе три танковые и одна моторизованная, вследствие тяжёлых потерь были сведены в боевые группы, четыре дивизии полностью потеряли тяжёлое вооружение, автотранспорт и значительную часть личного состава. Ликвидация никопольского плацдарма окончательно лишила немецкое командование надежды на восстановление сухопутной связи с заблокированной в Крыму 17-й армией. Советское командование получило возможность направить войска 4-го Украинского фронта, высвободившееся в результате существенного сокращения протяжённости линии фронта, на освобождение Крыма. Победа Красной Армии имела большое значение и для промышленности СССР — ей были возвращены Никопольский и Криворожский промышленные районы.
В результате операции был ликвидирован важный в оперативном отношении никопольский плацдарм врага, а его войска отброшены из запорожской излучины Днепра. Надежды командования группы армий «Юг» на установление сухопутной связи с крымской группировкой войск не оправдались. Важным достижением операции стало освобождение Никопольского и Криворожского промышленных районов советской Украины.
С точки зрения военного искусства это была операция на рассечение с одновременным окружением вражеских группировок. Очень важно при этом учитывать, что она проводилась в тяжелейших погодных условиях с небольшим количеством подвижных войск. Основная тяжесть вооруженной борьбы выпала на долю стрелковых войск, которые не только прорывали оборону противника на всю глубину, но и преследовали его, отражали его контратаки. Сильные опорные пункты противника, как правило, обходились в целях окружения врага. Наступление продолжалось и в ночное время.
Авиация 8-й и 17-й воздушных армий оказывала сухопутным войскам посильную с учётом метеоусловий помощь. В ходе операции было произведено 10,7 тысяч самолёто-вылетов для решения традиционных для авиации задач. Она наносила удары по живой силе и технике врага на поле боя, по железнодорожным узлам, переправам через реки Днепр и Ингулец, а также по другим важным объектам. Советские лётчики провели более 100 воздушных боёв, уничтожили 140 самолётов противника в воздухе и 39 на аэродромах. Авиация выполняла задачи по доставке наземным войскам боеприпасов и горючего. В этих целях только авиация 17-й воздушной армии совершила 2136 самолёто-вылетов. Она доставила войскам 3-го Украинского фронта более 320 тонн различных грузов и вывезла 1260 раненых.
За мужество и героизм, проявленные войсками 3-го и 4-го Украинских фронтов в Никопольско-Криворожской операции, 28 соединениям и частям присвоены почётные наименования Криворожских и Никопольских, 14 солдатам присвоено звание Герой Советского Союза, а Москва салютовала воинам-освободителям 20-ю артиллерийскими залпами из 224 орудий.

## Значение марганца для немецкой промышленности
Важное значение марганцевых месторождений в районе Никополя для промышленности Рейха подчёркивается в советско-российской историографии.
Рейхсминистр вооружений и военной промышленности Германии Альберт Шпеер в своих «Воспоминаниях» заявлял, что анализ, проведённый в конце 1943 года его специалистами по металлургии, показал: Германия обладала на тот момент запасами марганца, которых хватило бы на 12—18 месяцев.
Мнение же Гитлера, что без марганцевых шахт Днепропетровской области военное производство Рейха встанет, а война будет моментально проиграна, было продиктовано, в первую очередь, его военно-политическими воззрениями (упорным нежеланием терять завоёванные территории и не позволить генералитету разрешить отступление под предлогом крайней важности района для экономики и исхода войны), нежели реальной экономической необходимостью. Это косвенно подтверждается не только мнением Шпеера, но ещё и тем, что после потери Никополя в феврале 1944 года война продлилась более года. Отсутствие поставок легирующего металла с Украины стало чувствительным, но вовсе не смертельным, ударом для немецкого военного производства.

В начале ноября советские войска вплотную приблизились к Никополю, центру добычи марганцевой руды. С этим связан один эпизод, в котором Гитлер выступил в не менее странном свете, чем Геринг, приказывавший генералу истребительной авиации говорить заведомую неправду [по поводу американских истребителей, сбитых под Ахеном, то есть непосредственно в небе над Германией].
В начале ноября 1943 года раздался звонок начальника Генерального штаба Цейтцлера. Очень взволнованно он сообщил мне, что у него только что был очень острый спор с Гитлером — тот настаивал на сосредоточении под Никополем всех находящихся на том отрезке фронта дивизий. Без марганца, очень возбуждённо доказывал Гитлер, война будет в самое ближайшее время проиграна! Шпееру не позднее, чем через три месяца придется остановить производство, потому что у него нет запасов. Цейтцлер настоятельно просил о помощи. Вместо концентрации войск уместнее было бы начинать их отвод, если мы не хотим получить новый Сталинград.
Немедленно после этого разговора я связался со своими специалистами по металлургии, Рехлингом и Роландом, для выяснения положения вещей с марганцем. Спору нет, марганец — одна из важнейших добавок при варке стали, но после звонка Цейтцлера уже было вполне ясно, что «так или эдак» марганцевые шахты на юге России для нас потеряны. Мои консультации со специалистами дали потрясающе положительный результат. 11 ноября я направил телеграммы Гитлеру и Цейтцлеру: «При сохранении теперешней технологии запасов марганца в пределах Рейха хватит на двенадцать месяцев. Имперское объединение металлургических заводов гарантирует, что в случае утраты Никополя и при соответствующих изменениях технологического процесса запасов марганца достаточно на восемнадцать месяцев, при этом не наступит критического исчерпания резервов других легирующих добавок». Тогда же я установил, что и при оставлении расположенного поблизости Кривого Рога, который Гитлер намеревался удержать ценой крупного оборонительного сражения, производство стали в Германии не понесёт какого-либо урона.
Когда через два дня я прибыл в ставку, Гитлер, находившийся в отвратительном состоянии духа, набросился на меня с дотоле непривычной резкостью: «Как Вам могло прийти в голову направить записку о положении с марганцем начальнику Генерального штаба?» Я-то рассчитывал застать Гитлера успокоенным и от растерянности только выдавил: «Но, мой фюрер, это же отличный результат!» Гитлер, однако, не стал вдаваться в суть дела. «Вы не должны направлять начальнику Генерального штаба каких-либо бумаг! Если Вам что-либо нужно, то потрудитесь обращаться ко мне! По Вашей милости я попал в невыносимое положение. Я только что приказал сосредоточить для обороны Никополя все наличные силы. Наконец-то у меня был повод, который заставил бы группу армий действительно воевать! И тут появляется Цейтцлер с Вашей докладной. И я оказываюсь лжецом! Если мы потеряем Никополь, то по Вашей вине. Я запрещаю Вам раз и навсегда, — уже просто орал он, — направлять какие бы то ни было записки любым другим лицам. Понятно? Я запрещаю!»
И все же моя памятная записка возымела действие. Гитлер вскоре перестал настаивать на битве из-за марганцевых шахт. А так как советский нажим на этом участке фронта ослаб, то Никополь мы потеряли только 18 февраля 1944 года.
— [lib.ru/MEMUARY/GERM/shpeer.txt Альберт Шпеер. Воспоминания]